# Symbolische Kommunikation
Symbolische Kommunikation bezeichnet in der Geschichtswissenschaft ein breites Spektrum von kommunikativen Handlungen, um unter Berücksichtigung der jeweiligen gesellschaftlichen Rahmenbedingungen ein bestimmtes Ziel zu erreichen. Dies kann unter anderem durch öffentlich inszenierte Akte und ritualisierte Handlungen zumeist in nonverbaler Form erfolgen. Die Entwicklung der historischen Ritualforschung steht im Zusammenhang mit der in den letzten Jahrzehnten verstärkten Rezeption neuer kulturanthropologischer Ansätze in der Geschichtswissenschaft.
Gerd Althoff beschrieb symbolische Kommunikation als „kommunikative[n] Aktivitäten, bei denen Zeichen mit bestimmten Bedeutungsfunktionen benutzt wurden“. In den Quellen erwähnte Gesten, Gebärden und Rituale haben demzufolge oftmals eine symbolische Qualität. Dieser Aspekt spielt nach Ansicht der neueren historischen Forschung vor allem, aber nicht nur, in der vormodernen Gesellschaft im Rahmen der öffentlichen Interaktion eine wichtige Rolle (siehe auch Symbolischer Interaktionismus). Entscheidend dabei ist eine „symbolische Zeichensprache“, die von beiden Seiten verstanden werden muss: Dem Handelnden und dem Betrachter. Die symbolische Handlung ist also kein Selbstzweck, sondern zweckgebunden.
Durch öffentliche Bitten, öffentliche Scherze oder durch öffentliche Unterwerfungsakte konnten demonstrative und rituelle Verhaltensmuster symbolisch kommuniziert und dadurch Höherrangigkeit, Bitte um Vergebung oder Herrschaftsansprüche ausgedrückt werden. Der Bittende brachte durch eine demütige Körperhaltung oder gar nur durch einen wortlosen Fußfall seine Bitte demonstrativ zum Ausdruck. Selbst Könige nutzten das Mittel der Bitte, um ihre Forderungen durchzusetzen. Heinrich II. konnte durch wiederholte Niederwerfung (Prostratio) vor den versammelten Bischöfen die Gründung des Bistums Bamberg durchsetzen. Bei Mählern und Gelagen bestand eine rituelle Verpflichtung zum Scherzen. Damit wurde eine positive Gesinnung zum Ausdruck gebracht. König Konrad I. scherzte mit den Mönchen St. Gallens, als er ihr Bruder wurde. Dagegen wurde gegen Heinrich IV. der Vorwurf erhoben, er habe beim Versöhnungsmahl mit Gregor VII. in Canossa keine Speisen angerührt, geschwiegen und stattdessen die Tischplatte mit dem Fingernagel zerkratzt. Des Weiteren kann auch eine bildliche Darstellung der symbolischen Kommunikation dienen, beispielsweise Memorialbauten.
Die ältere Forschung hat die demonstrativ-rituellen und symbolischen Handlungen noch weitgehend ignoriert. Seit den 1980er Jahren entwickelte sich die symbolische Kommunikation neben den Memorialquellen und einer neuen Lesart der schriftlichen Überlieferung zum zentralen Bestandteil einer Neubewertung des 10. Jahrhunderts. Die Ritualisierung als Etablierung und Aufrechterhaltung der Ordnung im ottonischen Reich des 10. Jahrhunderts wurde vielfach untersucht. In der historischen Forschung der letzten Jahre wurden diese Forschungen zunehmend über das gesamte Mittelalter und die Frühe Neuzeit ausgedehnt. Das Mittelalter wurde sogar als „Zeitalter der Zeichen“ bezeichnet.
Speziell in der oralen Gesellschaft des Frühmittelalters, aber auch der folgenden Zeit, kam demnach Ritualen eine wichtige Funktion zu, sie wirkten innerhalb einer politischen Ordnung. Eine symbolische öffentliche Geste konnte beispielsweise die Akzeptanz der bestehenden Verhältnisse ausdrücken, indem der höhere Rang einer anderen Person herausgestellt wurde. Ebenso konnte Gleichrangigkeit symbolisiert werden. In einem anderen Fall konnte ein Besiegter seine Niederlage im Rahmen einer öffentlich vollzogenen deditio (Unterwerfung) eingestehen und um Milde bitten. Im Rahmen der symbolischen Forschung werden derartige Handlungen auf mögliche intendierte Zielabsichten untersucht und teilweise neu gedeutet, so etwa der Aspekt des Honor Imperii im mittelalterlichen Heiligen Römischen Reich, speziell im Zeitalter der Staufer. Hagen Keller hat gezeigt, dass die Urkunde in der symbolischen Kommunikation des Königs mit seinen Getreuen eingesetzt wurde und ihre Funktion nicht nur auf die Beschließung eines Rechtsgeschäftes begrenzt war. In der deutschen Frühneuzeitforschung hat besonders Barbara Stollberg-Rilinger die symbolische Kommunikation für die frühneuzeitliche Verfassung des römisch-deutschen Reiches fruchtbar gemacht. Die politischen Rituale hat sie nachdrücklich als einen konstitutiven Bestandteil der frühneuzeitlichen Verfassung des Heiligen Römischen Reiches hervorgehoben.
Zuletzt wurde an der Ritualforschung aber auch Kritik geübt, da sie bestimmte Handlungen (so Emotionsäußerungen) überbewerte und als kalkulierte Handlungen interpretiere, was sie nicht seien.